# HiperLAN 2
HiperLAN Typ 2 (ang. High Performance Radio Local Area Network) – europejski standard transmisji radiowej w sieciach lokalnych, następca standardu HiperLAN. Standard ten został opracowany przez ETSI. Zapewnia dużą prędkość i mechanizmy transmisji, umożliwiające zastosowanie go w aplikacjach multimedialnych. Podobnie jak standard IEEE 802.11, także HiperLAN 2 przewiduje możliwość tworzenia zarówno sieci stałych, będących rozszerzeniem sieci przewodowej, jak i sieci tymczasowych. Uzyskane już połączenie typu CBR lub VBR nie zostanie zakłócone z powodu obciążenia sieci ruchem od innych użytkowników. Dzięki temu sieć może służyć do prowadzenia rozmów telefonicznych oraz wideokonferencji, nie tracąc możliwości pełnego wykorzystania dostępnej przepustowości ABR. Sieć jest również szybka i pozwala na komfortowe używanie większości dostępnych dzisiaj programów komputerowych.

## Architektura standardu
Standard ETSI opisuje warstwę fizyczną (warstwa I modelu ISO/OSI), warstwę łącza warstwa II modelu ISO/OSI) oraz warstwę konwergencji, która umożliwia użycie HiperLANu 2 jako nośnika dla wielu różnych protokołów sieciowych warstw wyższych modelu ISO/OSI, takich jak IP, ATM/B-ISDN, UMTS czy IEEE 1394.

## Warstwa fizyczna
Część radiowa pracuje na częstotliwości 5 GHz, wykorzystuje modulację OFDM do stworzenia „paczki” radiowej (burst). W zależności od lokalnych warunków, ilości zakłóceń itp. możliwa jest transmisja z prędkością 6, 9, 12, 18, 27, 36 i 54 Mbit/s. Różnicę w uzyskiwanej prędkości uzyskuje się poprzez wybór modulacji od BPSK do 64-QAM oraz poprzez zmianę ilości wymazywanych bitów na wyjściu kodera splotowego (puncturing).

## WarstwaMAC
Współdzielenie medium przez wiele urządzeń i dwukierunkowość transmisji oparte są na dynamicznym podziale czasu. Całością zarządza jedno urządzenie ogłaszając odpowiednie komunikaty w każdej ramce, w postaci jej nagłówka, udzielające praw do korzystania z fragmentów dostępnego czasu. Tym urządzeniem jest punkt dostępu – AP (Access Point). Oprócz nadzoru nad całą transmisją w sieci, AP pośredniczy w przesyłaniu danych pomiędzy terminalami MT (Mobile Terminal) oraz kablową siecią zewnętrzną. Dopuszczalne jest również zestawienie sieci ad-hoc bez punktu dostępu. Wtedy wszystkie zadania nadzorcy przejmuje jeden z wylosowanych terminali stając się kontrolerem centralnym CC (Central Controller). Aby mógł pełnić tę funkcję musi obsługiwać pełną funkcjonalność wymaganą dla punktu dostępu.
Transmisja danych w sieci HiperLAN 2 składa się z ciągu następujących po sobie ramek MAC. Każda ramka trwa zawsze 2 ms. Granice pomiędzy kolejnymi ramkami stanowi nagłówek znajdujący się na początku każdej z nich. W nagłówku znajduje się kanał (lub kanały) transportowe BCH (Broadcast CHannel) pojemności 120 bitów, niosący w sobie kanał logiczny BCCH (Broadcast Control CHannel), a ten zawiera najważniejsze dla działania sieci informacje. Różnica pomiędzy kanałami BCH i BCCH polega na tym, że ten pierwszy to kanał transportowy posiadający miejsce na dane, czyli bity do wykorzystania, drugi to kanał logiczny – struktura danych, gdzie każdy bit ma przypisane znaczenie. W standardzie przyjęto zasadę, że skrótem trzyliterowym oznaczono kanały transportowe, a skrótem czteroliterowym kanały logiczne. Kanały transportowe niosą w sobie dane kanałów logicznych.
Każdy kanał BCH na początku ramki przeznaczony jest dla jednego sektora anteny. W tej części ramki określone są między innymi następujące informacje: wskaźnik do kanału FCH (Frame CHannel) – informacja, kiedy będzie nadawany kanał FCH i jaki będzie długi oraz kiedy się zacznie pierwszy kanał RCH (Random CHannel) i ile ich będzie.
Zaraz po kanale/kanałach BCH nadawany jest kanał FCH. Zawiera on najważniejsze informacje dotyczące kontroli dostępu do medium, ponieważ to w kanale FCH ogłaszane są informacje o tym, co będzie się działo w całej ramce. Kanał FCH zawiera w sobie trzy elementy informacyjne IE (Information Element) lub ich liczbę będącą wielokrotnością trzech. W pojedynczym elemencie IE zawarta jest pojedyncza informacja o przydzieleniu zasobów do nadawania RG (Resource Grant). W niej jest określone dokładnie od kiedy, który z terminali mobilnych może nadawać, ile pakietów SCH (Short transport CHannel) i LCH (Long transport CHannel) oraz w jakim fizycznym trybie, a zatem z jaką prędkością może je wysłać. Przestrzeganie tych zaleceń pozwala na bezkolizyjne transmitowanie danych we wspólnym medium z maksymalnym wykorzystaniem dostępnego czasu.
Zaraz po kanale FCH nadawany jest kanał transportowy ACH (Access Feedback CHannel). W kanale ACH zawarty jest kanał RFCH (Random Access Feedback CHannel), gdzie rozgłaszane są informacje o powodzeniu lub nie, dostępu do kanałów RCH. Znajduje się tu trzydzieści jeden bitów informacyjnych. Jeśli bit ma wartość jeden, oznacza to, że w poprzedniej ramce, w odpowiadającym bitowi kanale RCH, udało się z powodzeniem przesłać żądanie. Wartość bitu równa zero oznacza brak transmisji lub kolizję w odpowiednim kanale RCH. Jeśli w poprzedniej ramce było dostępnych mniej niż 31 kanałów RCH, to bity odpowiadające nieistniejącym kanałom również są ustawione na zero.
Kanały BCH, FCH i ACH są nadawane przez kontroler AP/CC. Jeśli kontroler AP ma jakieś dane do wysłania, to zgodnie z tym, co rozgłosił w kanale FCH bezzwłocznie rozpoczyna transmisję fazy DL (DownLink), czyli zaczyna się właściwa transmisja danych. Pakiety SCH lub LCH są kolejno nadawane z prędkościami odpowiadającymi bieżącym możliwościom odbiorców. Dalej mogą rozpocząć się fazy DiL (Direct Link) i UL (UpLink). Tutaj według rozgłoszonych zezwoleń RG, po kolei nadają poszczególne terminale. W fazie DiL terminal – adresat odbiera bezpośrednio nadawane do niego dane. W fazie UL tymczasowym odbiorcą jest punkt AP i w zależności od faktycznego celu, pakiety są buforowane i przesyłane dalej w następnych ramkach do docelowych odbiorców lub do sieci kablowej.
Faza DL oznacza kierunek transmisji danych skierowany z punktu AP do dowolnego terminala MT. Faza UL oznacza kierunek przeciwny, natomiast faza DiL to bezpośrednie połączenie pomiędzy dwoma terminalami.
Po tych fazach występuje faza kanałów RCH. Jeśli jakiś terminal MT nie ma ustanowionego połączenia lub z innego powodu nie ma możliwości przesłania żądania dostępu do zasobów RR (Resource Request), to transmituje swoje żądanie RR w jednym z kanałów RCH. Sytuacja taka może nastąpić gdy terminal MT ustanowił połączenie np. typu VBR i wysyła pakiet LCH raz na kilka ramek MAC. Wtedy przed wysłaniem pakietu LCH musi zażądać dostępu w kanale RCH. Dostęp do kanałów RCH jest możliwy bez uzyskania pozwolenia, dlatego mogą wystąpić tu kolizje. Jeśli terminal potrzebuje wysłać żądanie RR, to losuje kanał RCH spośród dostępnych w najbliższej ramce i w nim wysyła żądanie. Jeśli dojdzie do kolizji, tj. w tym samym kanale nadawał jeszcze inny terminal MT, to ponowna próba powinna być zrealizowana zgodnie z ustalonymi w normie zasadami, które opisuję dokładnie w dalszej części pracy.
Maksymalna przepustowość sieci HiperLAN 2 wynosi 54 Mbit/s. Prędkość taką można osiągnąć w przypadku, gdy praca urządzeń nie jest zakłócana czynnikami zewnętrznymi i nie są one za bardzo oddalone. Jeśli jednak stopa błędów transmisji byłaby zbyt wysoka, terminale mogą ograniczyć prędkość w celu poprawy jakości sygnału. Mogą do tego celu użyć szeregu kombinacji parametrów, na które składa się typ modulacji pojedynczej nośnej sygnału OFDM i zmiana sprawności kodera splotowego poprzez zmianę ilości wymazywanych bitów na wyjściu (puncturing).